# Stalinistisk arkitektur
Stalinistisk arkitektur eller socialistisk klassicism var den förhärskande arkitekturstilen i Sovjetunionen och andra länder i Östeuropa under Stalins regeringsår från 1930-talet. Den stalinistiska klassicismen förblev den dominerande stilen fram till 1955 då Chrusjtjov förklarade den för alltför "överdriven".
Den första byggnaden i denna klassicistiska stil var Sovjeternas palats ritat av Boris Iofan 1933. Palatset blev dock aldrig färdigställt, det började byggas 1937 men arbetet avbröts under andra världskriget. Kända exempel på stalinistisk arkitektur är skyskraporna kallade Stalinskraporna (ryska: Сталинские высотки, Stalinskie Vysotki) i Moskva, samt kulturpalatset i Warszawa, uppförda mellan 1947 och 1955.

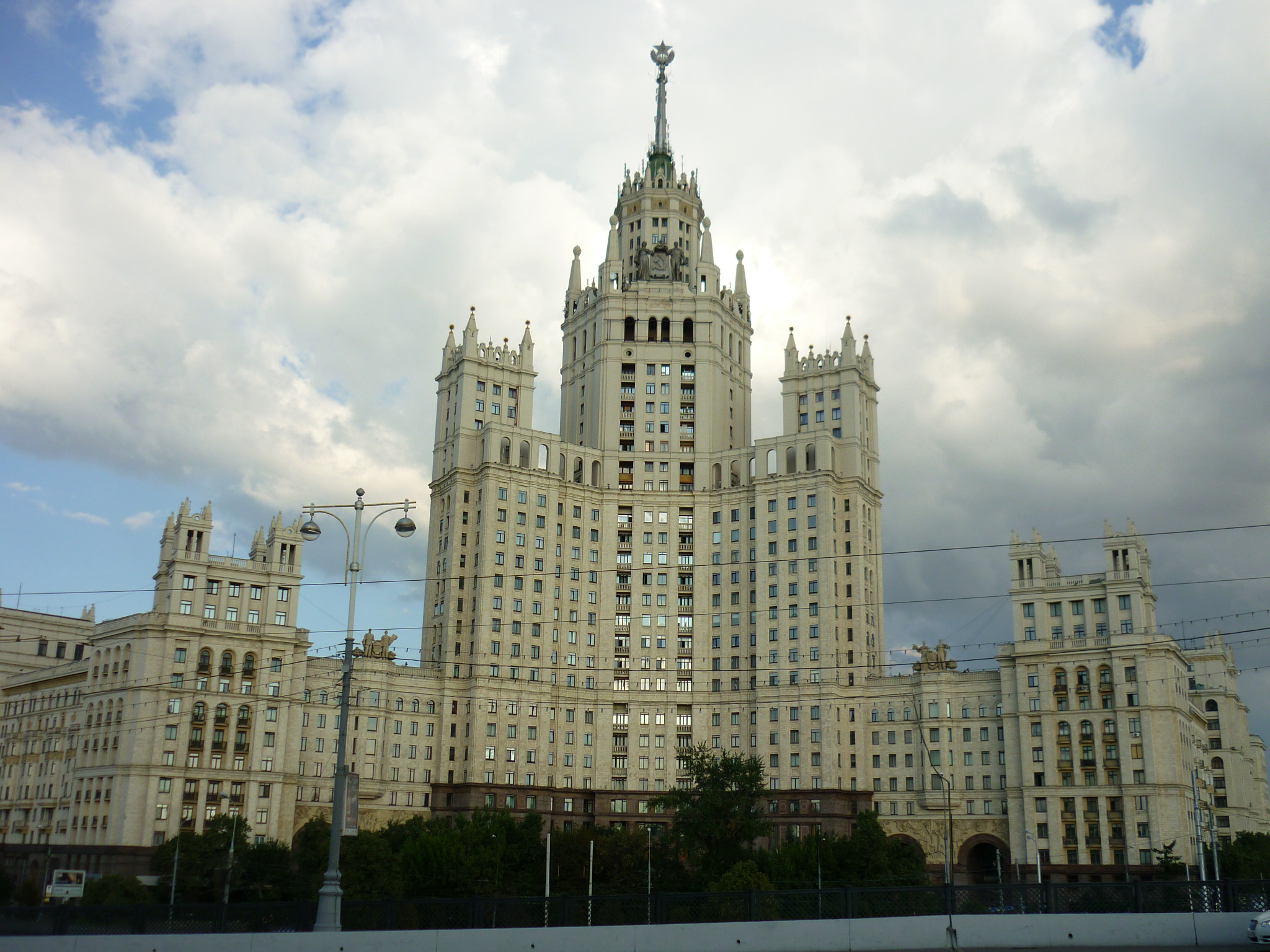
Kotelnitjeskaja Naberezjnaja, bostadshus i Moskva. En av Stalinskraporna byggd 1947–1953.
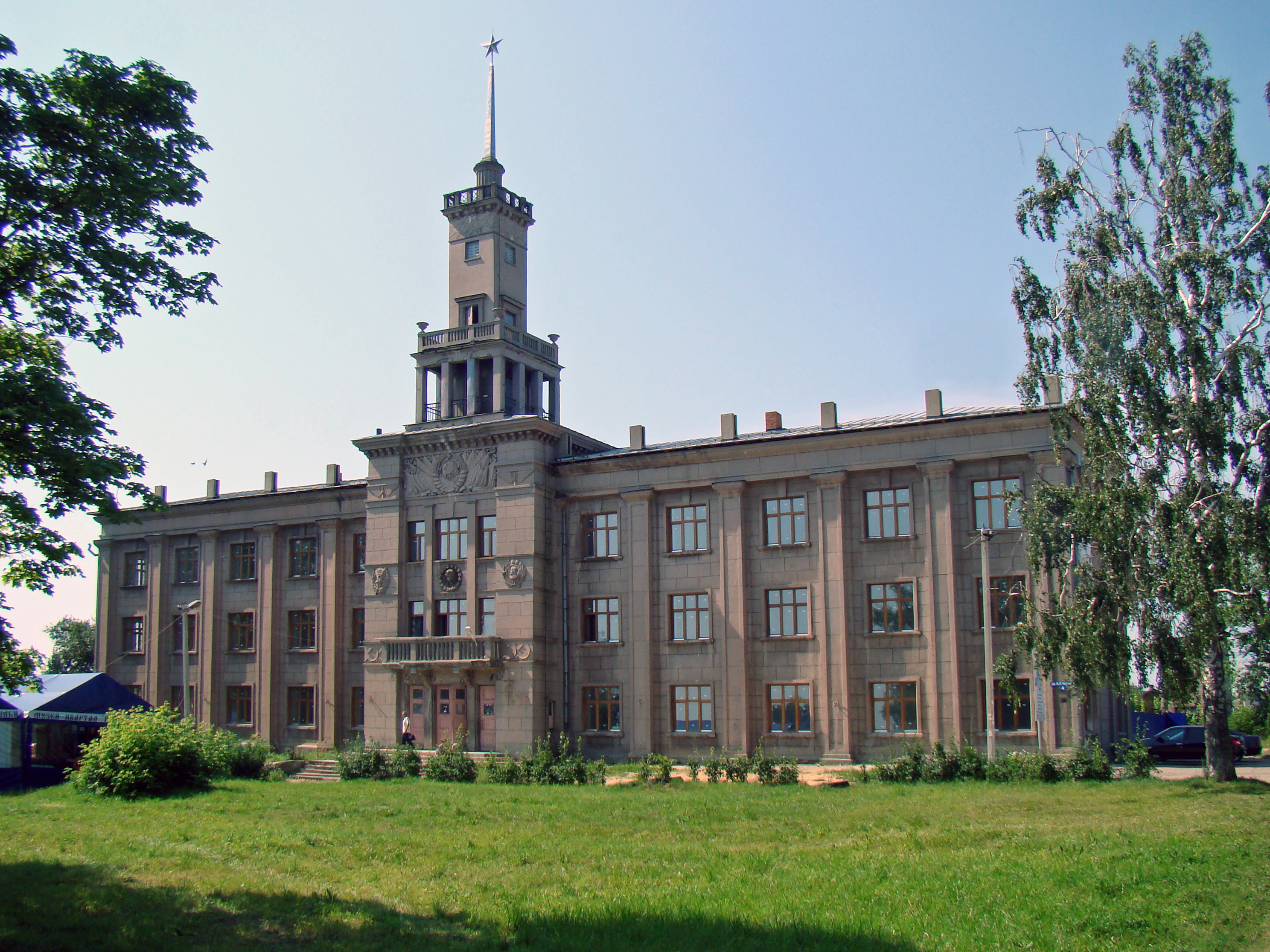
Kulturpalatset i Chkalovsk i Nizjnij Novgorod oblast byggt 1940.
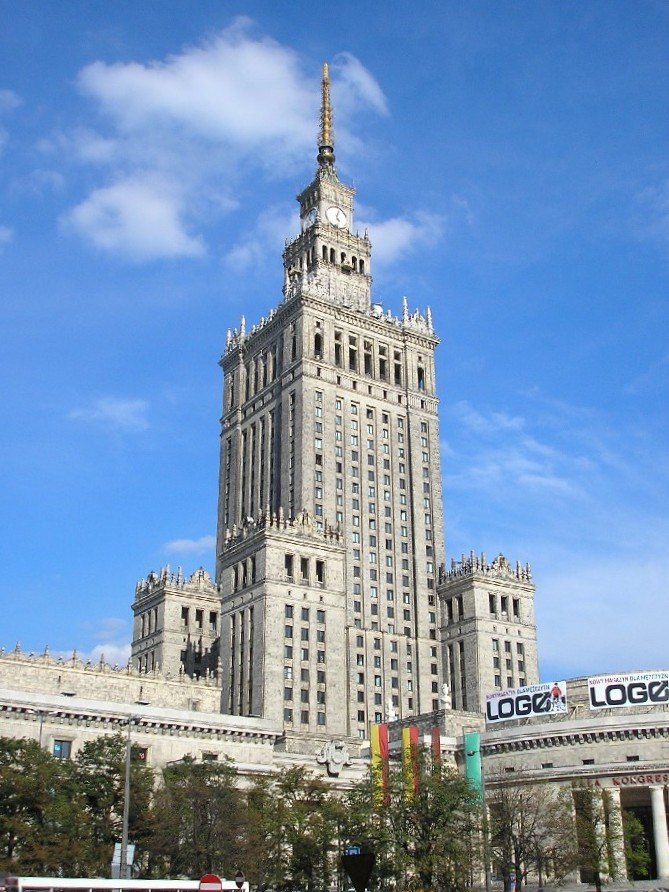
Kulturpalatset i Warszawa, en släkting till De sju systrarna i Moskva, byggt 1952–1955.
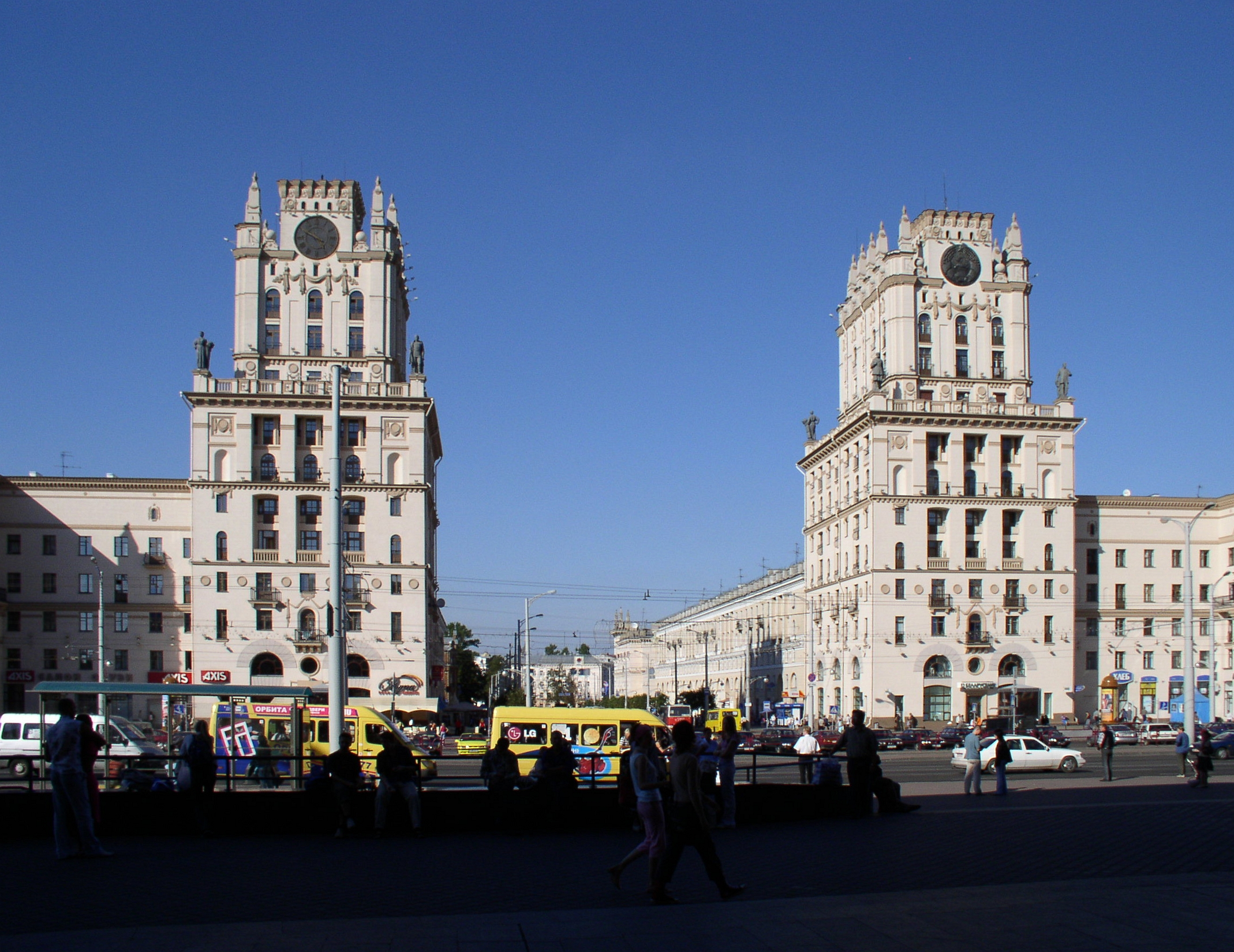
Stalinistisk arkitektur på platsen framför järnvägsstationen i Minsk, Vitryssland.
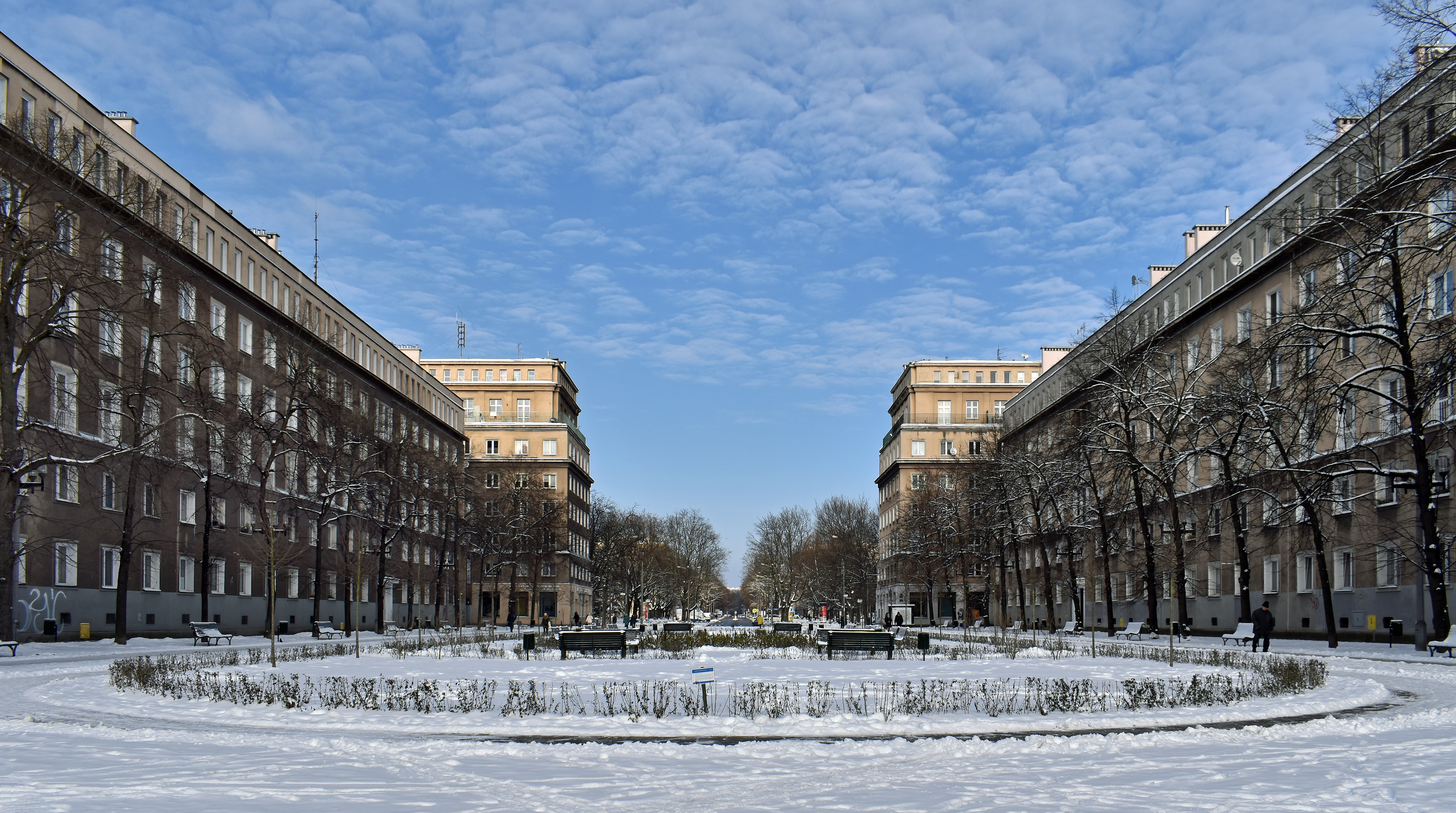
Bostadshus i stadsdelen Nowa Huta i Kraków, Polen. Tidigt 1950-tal.
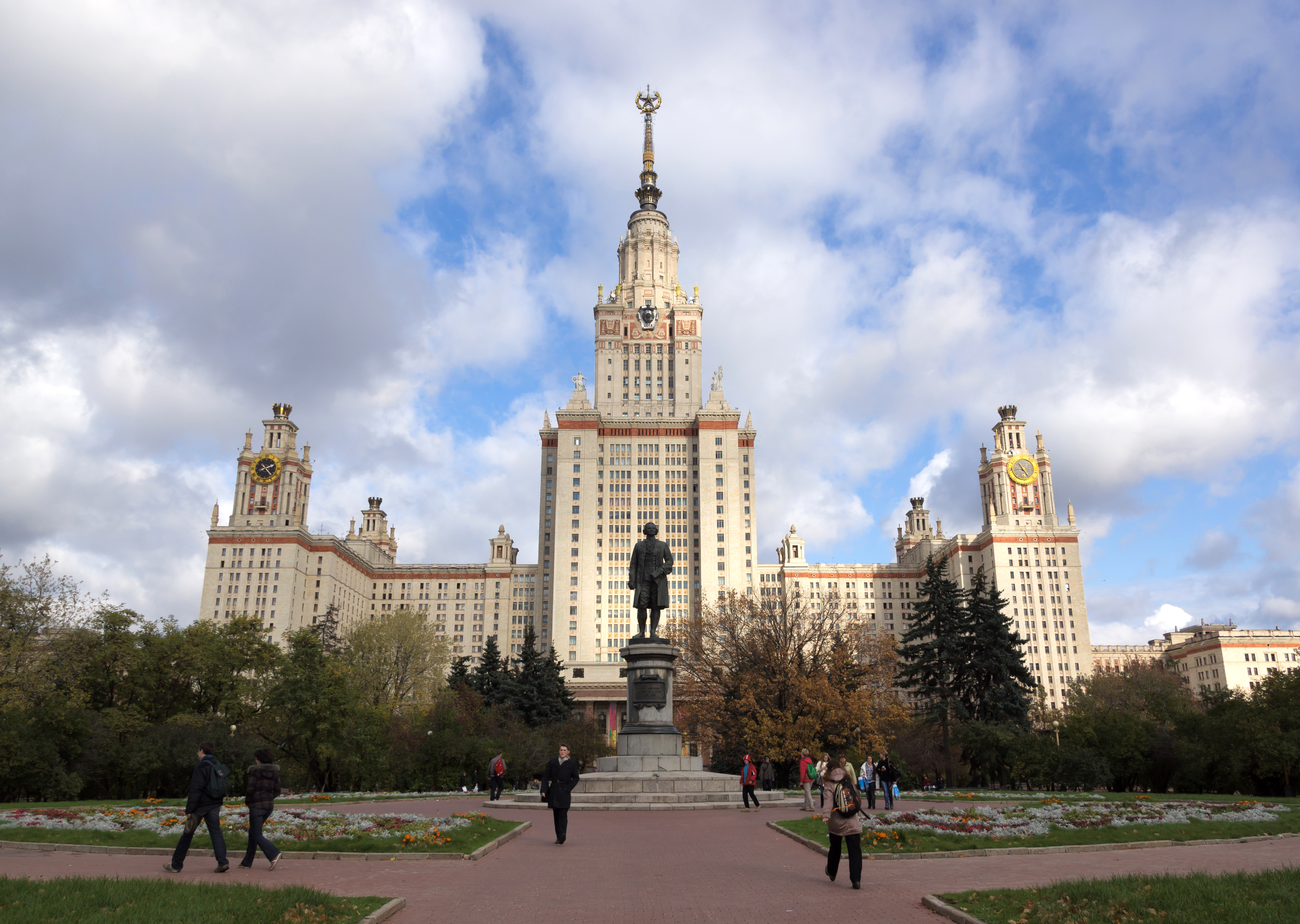
Moskvauniversitetet byggt 1953.